# Niponiella limbatella
Niponiella limbatella är en bäcksländeart som beskrevs av Klapalek 1907. Niponiella limbatella ingår i släktet Niponiella och familjen jättebäcksländor. Inga underarter finns listade i Catalogue of Life.